# Pedra Grande
Pedra Grande is een gemeente in de Braziliaanse deelstaat Rio Grande do Norte. De gemeente telt 4.027 inwoners (schatting 2009).